# Blackheath Football Club
Il Blackheath Football Club, o The Club, è un club britannico di rugby a 15 e, in passato, anche di calcio, la cui sede è nel sobborgo londinese di Blackheath.
Istituito nel 1858 da alcuni studenti di una scuola del sobborgo, il Blackheat FC fu il primo — ed è tuttora il più antico in attività — club open, vale a dire l'iscrizione alle cui attività era permessa non solo agli studenti ma anche ad altri praticanti; il club è inoltre famoso per essere l'unico, insieme al Civil Service, ad avere partecipato sia alla fondazione della Football Association (la federazione calcistica inglese) nel 1863 che a quella della Rugby Football Union nel 1871.
In aggiunta a ciò, è il terzo club più anziano tuttora in attività delle Isole Britanniche.
Il club milita in National League 1, la terza divisione nazionale inglese, e disputa i suoi incontri interni al Rectory Field; il Blackheath ospitò il primo incontro internazionale tra Inghilterra e Galles nel 1881.
I colori sociali sono il rosso e il nero a strisce orizzontali; la tenuta alternativa di gioco è invece completamente nera.